# 제이 엘리스

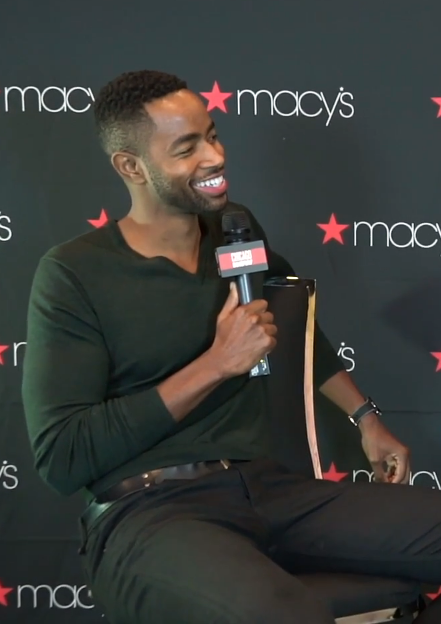

제이 엘리스(Jay Ellis, 1981년 12월 27일 ~ )는 미국의 배우, 텔레비전 배우, 영화배우, 연극 배우이다.
섬터 요새에서 태어났다.

## 방송
- 인시큐어 시즌4
- 인시큐어 시즌2
- 인시큐어

## 영화
- 탑건: 매버릭 - 페이백 역